# Odznaka „Za zasługi dla przemysłu chemicznego”
Odznaka „Za zasługi dla przemysłu chemicznego” – polskie odznaczenie resortowe w formie dwustopniowej (złotej i srebrnej) odznaki nadawanej przez Ministra Przemysłu Chemicznego, ustanowionej 3 czerwca 1977 w celu uznania zasług za wieloletnią i ofiarną pracę oraz szczególnych osiągnięć w rozwoju przemysłu chemicznego. Odznaka noszona była na prawej piersi. Została wycofana 11 maja 1996.